# Downtown Disney
Downtown Disney (officielt Downtown Disney District) er et udendørs indkøbscenter i Disneyland Resort i Anaheim, Californien. Det åbnede den 12. januar 2001 som en del af Disneyland Resort-udvidelsesprojekt sammen med Disney California Adventure -forlystelsesparken og Disneys Grand Californian Hotel & Spa.